# Садыбакасов, Шатман
Шатман Садыбакасов (25 мая 1932, с. Дыйкан Джумгальского района Нарынской области — 3 августа 1983, Фрунзе) — киргизский писатель, драматург, поэт, журналист, редактор.

## Биография
Сын колхозника. В 1955 окончил филологический факультет Киргизского госуниверситета.
Работал литсотрудником в редакции журнала «Жаш ленинчи», с 1961 трудился редактором издательства «Кыргызстан», с 1965 — заведующим отделом, а с 1975 года и до конца жизни — главным редактором журнала «Ала-Тоо».
Член Союза писателей СССР с 1960 года. Избирался депутатом Верховного Совета Киргизской ССР.

## Творчество
В 1958 году вышел первый сборник его рассказов «Пейил» («Душа»).
Ш. Садыбакасов — автор более десяти сборников прозаических произведений, одного поэтического сборника, ряда произведений на русском языке. Автор многих книг для детей.
Перу писателя принадлежит драма «Акбоз ат» («Сивый скакун»), роман «Кундөр» («Дни»). Основная тема произведений: история киргизского народа, социальные вопросы жизни общества.
Широко известен Ш. Садыбакасов и своими поэтическими произведениями (сборник стихов «Зеленая долина»).
Много работал и в жанре журналистики, публиковал в печати многочисленные статьи, рецензии, очерки на темы современной жизни.
Пьеса Садыбакасова «Сивый скакун» стала классикой драматургии республики, не потеряв и поныне своего значения и актуальности.

## Избранные произведения
На киргизском языке
- Пейил: аңгемелер жыйнагы. — Ф.: Кыргызокуупедмамбас, 1958.
- Душа. Мүнүз: аңгемелер, очерктер. — Ф.: Кыргызокуупедмамбас, 1960.
- Характер. Жол түгөнбүйт: аңгемелер жана мыскылдар. — Ф.: Кыргызмамбас, 1962.

На языках народов СССР
- Подражаю солнцу: Стихи. — Рига: Лиесма, 1969
- Дорога без конца.
- Бир үзум жалын: Повесть. — Ф.: Кыргызоокупедмамбас, 1964.
- Язык пламени.
- Дни. Күндөр : Роман. —Ф.: Кыргызстан, 1965.
- Зеленая долина. Жашыл өзүн: Ырлар. — Ф.: Кыргызстан, 1968.
- Хороший мальчик. Сонун бала: аңгемелер. — Ф.: Мектеп, 1968.
- Кең дуйнө: Чыгармалар жыйнагы. — Ф.: Кыргызстан, 1976.
- Этот необъятный мир. Бир өзүм жалын: Повесть жана аңгемелер. —Ф.: Мектеп, 1981
- Язык пламени.
- Зеркало. Күзгү: аңгемелер. — Ф.: Мектеп, 1981.

На русском языке
- Дни: Роман. —Ф.: Кыргызстан, 1969.
- Зеркало: Рассказы. — Ф.: Мектеп, 1982.
- Трудный перевал: Рассказы, легенда. — Ф.: Мектеп, 1983.
- Этот необъятный мир: Роман, рассказы. — М.: Сов. писатель, 1984.
- Внуки беркута. Повесть — М. Детская литература, 1986.

## Награды
- медаль «За доблестный труд. В ознаменование 100-летия со дня рождения В. И. Ленина»
- Почётная грамота Верховного Совета Киргизской ССР
- Почётная грамота ЦК ЛКСМ Киргизии.